# Шляхтицкий, Михаил Николаевич
Михаил Николаевич Шляхтицкий (рум. Mihai Şleahtiţchi; род. 17 марта 1956, с. Тырнова, Дондюшанский район, Молдавская ССР, СССР) — молдавский политический и государственный деятель. Министр просвещения Республики Молдова с 14 января 2011 по 24 июля 2012 года, советник президента Республики Молдова в области культуры, образования и науки (2012—2016).
Доктор педагогических наук, доцент.
.

## Биография
Родился 17 марта 1956 года в селе Тырнова Дондюшанского района Молдавской ССР, женат, есть дочь.
В 1979 году окончил физико-математический факультет Бельцкого педагогического института,
1987 году — доктор педагогических наук. Московский государственный педагогический университет (Россия)
1998 году — доктор психологии, университет им. А. И. Кузы, Яссы (Румыния).
1978—2005 года — преподаватель БГУ им. А.Руссо (Бельцы).
2005—2009 год — заведующий кафедрой социальной психологии и социальной помощи Международного свободного университета Молдовы — МИМ (Кишинёв)
2006—2009 год — вице-ректор ШЛМ.
2009—2011 год — депутат Парламента Республики Молдова, член комитета по культуре образованию, исследованиям молодёжи, спорту и СМИ.
2011—2012 год — Министр просвещения Республики Молдова.
2012—2016 год — советник Президента Республики Молдова в области культуры, образования и науки.